# Põlgaste
Põlgaste är en ort i Estland. Den ligger i Kanepi kommun och landskapet Põlvamaa, i den södra delen av landet, 200 km sydost om huvudstaden Tallinn. Põlgaste ligger 119 meter över havet och antalet invånare är 372.
Terrängen runt Põlgaste är platt. Runt Põlgaste är det glesbefolkat, med 17 invånare per kvadratkilometer. Närmaste större samhälle är Põlva, 14,3 km nordost om Põlgaste. I omgivningarna runt Põlgaste växer i huvudsak blandskog.